# Josefine Voss
Josefine Voss (* 1990 in Dorsten) ist eine deutsche Schauspielerin.

## Leben
Josefine Voss wuchs in Dorsten auf. In ihrem Elternhaus und ihrer Familie gab es keine besondere Affinität für Film oder Theater, sodass Voss während ihrer Schulzeit auf dem Gymnasium St. Ursula auch erst relativ spät zum Schauspiel kam. Sie wurde Mitglied der Theater-AG, hatte zuvor aber schon Ballett- und Gesangsunterricht genommen, da ihr Berufswunsch ursprünglich in Richtung Musical ging. Nach dem Besuch eines Theaterworkshops im „Mondpalast“ in Wanne-Eickel, wo sie nach ihrem Abitur noch etwa ein Jahr lang auftrat, entschied sie sich endgültig für die Schauspielerei.
Von 2010 bis 2014 absolvierte Voss eine dreijährige Schauspiel-Ausbildung am Konservatorium Wien Privatuniversität in Wien, wo sie den Bachelor of Arts (Schauspiel) erwarb. Während ihrer Ausbildung spielte sie in Wien Theater, so am „Theater Brett“ und am „Theater Drachengasse“. Anschließend studierte sie von 2014 bis 2016 Schauspiel an der Zürcher Hochschule der Künste (ZHdK) in Zürich, wo sie mit dem Master of Arts in Theater, Vertiefung Schauspiel, abschloss. Weiterführend studierte sie am Institut für Schauspiel, Film- und Fernsehberufe (ISFF) in Berlin und besuchte Schauspielcoachings bei der Agentur „Die Tankstelle“ in Berlin.
Voss wirkte in einigen Kinofilmen mit. In dem Märchenfilm Die Galoschen des Glücks (2018) spielte sie als Prinzessin Aurora, an der Seite von Jonas Lauenstein als Küchenjunge und vermeintlicher Prinz, ihre erste große Fernsehrolle.
Voss lebt in Berlin.

## Filmografie
- 2015: Centaurus (Kinofilm)
- 2017: Fühlen Sie sich manchmal ausgebrannt und leer? (Kinofilm)
- 2017: Zwei im falschen Film (Kinofilm)
- 2018: Die Galoschen des Glücks (Fernsehfilm)
- 2019: Zeit der Geheimnisse (Miniserie)